# 陈瑶湖镇
陈瑶湖镇，是中国安徽省铜陵市郊区下辖的一个乡镇级行政单位。
2018年，将枞阳县陈瑶湖镇划归铜陵市郊区管辖。区划代码改为340711103。

## 行政区划
陈瑶湖镇下辖以下地区：
水圩村、花园村、前河村、老排村、普济村、白云村、麒凤村、青山村、花山村、高桥村、龙王咀村、苎镇村、官渡村、虾溪村和后河村。